# Andrew MacDonald
Andrew MacDonald, född 7 september 1986 i Judique, Nova Scotia, är en kanadensisk professionell ishockeyback som är free agent och klubblös.
Han har tidigare spelat på NHL-nivå för Philadelphia Flyers och New York Islanders och på lägre nivåer för Bridgeport Sound Tigers i AHL, Utah Grizzlies i ECHL, HC Karlovy Vary i Extraliga och Moncton Wildcats i LHJMQ.
MacDonald draftades i första rundan i 2006 års draft av Islanders som sjätte spelare totalt.
Han gjorde sitt första NHL mål i en match mot New York Rangers den 17 december 2009, där Islanders dock förlorade med 5-2.
Flyers köpte ut MacDonald från sitt kontrakt den 15 juni 2019.

## Statistik
| 2003–2004    | Truro Bearcats          | MJAHL        | 90  | 8  | 20  | 28  | 43  | 10 | 0 | 0  | 0  | —  |
| 2004–2005    | Truro Bearcats          | MJAHL        | 56  | 11 | 22  | 33  | 60  | 17 | 6 | 7  | 13 | —  |
| 2005–2006    | Moncton Wildcats        | LHJMQ        | 68  | 6  | 40  | 46  | 62  | 26 | 2 | 12 | 14 | 12 |
| 2006–2007    | Moncton Wildcats        | LHJMQ        | 65  | 14 | 44  | 58  | 81  | 7  | 1 | 5  | 6  | 4  |
|              | Bridgeport Sound Tigers | AHL          | 3   | 0  | 0   | 0   | 0   | —  | — | —  | —  | —  |
| 2007–2008    | Bridgeport Sound Tigers | AHL          | 21  | 2  | 3   | 5   | 10  | —  | — | —  | —  | —  |
|              | Utah Grizzlies          | ECHL         | 37  | 1  | 11  | 12  | 39  | 15 | 3 | 9  | 12 | 12 |
| 2008–2009    | New York Islanders      | NHL          | 3   | 0  | 0   | 0   | 0   | —  | — | —  | —  | —  |
|              | Bridgeport Sound Tigers | AHL          | 69  | 9  | 23  | 32  | 46  | 5  | 1 | 1  | 2  | 4  |
| 2009–2010    | New York Islanders      | NHL          | 46  | 1  | 6   | 7   | 20  | —  | — | —  | —  | —  |
|              | Bridgeport Sound Tigers | AHL          | 21  | 2  | 6   | 8   | 29  | 5  | 3 | 1  | 4  | 10 |
| 2010–2011    | New York Islanders      | NHL          | 60  | 4  | 23  | 27  | 37  | —  | — | —  | —  | —  |
| 2011–2012    | New York Islanders      | NHL          | 75  | 5  | 14  | 19  | 26  | —  | — | —  | —  | —  |
| 2012–2013    | New York Islanders      | NHL          | 48  | 3  | 9   | 12  | 20  | 4  | 0 | 0  | 0  | 0  |
|              | HC Karlovy Vary         | Extraliga    | 21  | 1  | 4   | 5   | 10  | —  | — | —  | —  | —  |
| 2013–2014    | New York Islanders      | NHL          | 63  | 4  | 20  | 24  | 34  | —  | — | —  | —  | —  |
|              | Philadelphia Flyers     | NHL          | 19  | 0  | 4   | 4   | 16  | 7  | 1 | 1  | 2  | 8  |
| 2014–2015    | Philadelphia Flyers     | NHL          | 58  | 2  | 10  | 12  | 41  | —  | — | —  | —  | —  |
| 2015–2016    | Philadelphia Flyers     | NHL          | 28  | 1  | 7   | 8   | 6   | 6  | 1 | 0  | 1  | 2  |
|              | Lehigh Valley Phantoms  | AHL          | 43  | 5  | 31  | 36  | 30  | —  | — | —  | —  | —  |
| 2016–2017    | Philadelphia Flyers     | NHL          | 73  | 2  | 16  | 18  | 26  | —  | — | —  | —  | —  |
| 2017–2018    | Philadelphia Flyers     | NHL          | 66  | 6  | 15  | 21  | 30  | 6  | 2 | 0  | 2  | 6  |
| 2018–2019    | Philadelphia Flyers     | NHL          | 47  | 0  | 9   | 9   | 18  | —  | — | —  | —  | —  |
| NHL totalt   | NHL totalt              | NHL totalt   | 586 | 28 | 133 | 161 | 276 | 23 | 4 | 1  | 5  | 20 |
| AHL totalt   | AHL totalt              | AHL totalt   | 157 | 18 | 63  | 81  | 115 | 10 | 4 | 2  | 6  | 14 |
| LHJMQ totalt | LHJMQ totalt            | LHJMQ totalt | 133 | 20 | 84  | 104 | 143 | 28 | 3 | 16 | 19 | 14 |